# DJ-Kicks: Nicolette
DJ-Kicks: Nicolette – album zawierający didżejski mix szkockiej piosenkarki Nicolette, wydany 17 lutego 1997 roku w Niemczech nakładem wytwórni !K7 Records jako część jej serii DJ-Kicks. W tym samym roku w Niemczech została wydana również skrócona wersja winylowa 2 x 12", 33 ⅓ RPM, 45 RPM.

## Historia i muzyka albumu
W 1995 roku niezależna wytwórnia !K7 Records zainaugurowała serię DJ-Kicks wydając w jej ramach miksy i sety DJ-skie, prezentujące różnorodne style i gatunki, tworzone przez najlepszych artystów w branży. 
Podczas rozmowy zarządu !K7 Records z Nicolette zrodził się pomysł zlecenia realizacji albumu z serii DJ-Kicks nie DJ-owi. Nicolette była już wtedy renomowaną artystką mającą na swoim koncie współpracę z Massive Attack (na albumie Protection) oraz z Shut Up and Dance (który wyprodukował jej pierwszy solowy album). W realizacji miksu artystkę wspomógl duet producencki Plaid, pracujący wcześniej z nią, a także z Björk. Rezultatem było wydawnictwo złożone z dwóch płyt CD, na którym znalazły się utwory Aphex Twina i Aleca Empire z Berlina, połączone z utworami techno Marka N-R-G czy C.J. Bollanda i drum’n’bassowymi utworami Roniego Size’a, DJ Krusta, UK Apache czy Doc Scotta i trip-hopowymi realizacjami Mike’a Flowersa i Nav Katze’a. Plaid dostarczył do tego projektu swoje rzadkie miksy (na tle których Nicolette czasem recytuje krótkie poezje). Nowy utwór, „All Day - DJ Kicks” został wyprodukowany wspólnie przez Nicolette i Plaida wyłącznie na potrzeby tego zestawu.

## Lista utworów
Lista według Discogs:

### CD 1
| Nr  | Tytuł utworu                  | Oryginalny wykonawca            | Długość |
| --- | ----------------------------- | ------------------------------- | ------- |
| 1.  | „It's Yours”                  | Doc Scott                       | 5:00    |
| 2.  | „Never Not (Black Dog Remix)” | Nav Katze                       | 5:56    |
| 3.  | „Nightbreed”                  | C.J. Bolland                    | 5:00    |
| 4.  | „Java Bass”                   | Shut Up and Dance               | 3:17    |
| 5.  | „Suicide”                     | Alec Empire                     | 4:08    |
| 6.  | „Migrant”                     | Palace of Pleasure              | 6:46    |
| 7.  | „Phyzical”                    | Roni Size                       | 6:09    |
| 8.  | „Ventolin (Salbutamol Mix)”   | Aphex Twin                      | 6:08    |
| 9.  | „Pound Your Ironing Board”    | The Mike Flowers Pops vs. Slang | 3:09    |
| 10. | „I Woke Up”                   | Nicolette                       | 5:46    |
| 11. | „Lash The 90ties”             | Alec Empire                     | 4:34    |
| 12. | „Original Nuttah”             | UK Apache & Shy FX              | 2:17    |
| 13. | „Severe Trauma”               | Critical Mass                   | 2:10    |
|     |                               |                                 | 1:00:20 |

### CD 2
| Nr  | Tytuł utworu                                    | Oryginalny wykonawca | Długość |
| --- | ----------------------------------------------- | -------------------- | ------- |
| 1.  | „Burning”                                       | DJ Krust             | 7:46    |
| 2.  | „Pillow”                                        | Ohm Square           | 4:44    |
| 3.  | „70 + DF”                                       | Horn                 | 6:37    |
| 4.  | „Basses Playin' Loud”                           | Tag                  | 2:29    |
| 5.  | „A Single Ring”                                 | Nicolette            | 2:23    |
| 6.  | „Sweat”                                         | Shizuo               | 4:06    |
| 7.  | „Bastards”                                      | Shut Up and Dance    | 5:36    |
| 8.  | „Too Busy To Live (Pressure Mix)”               | Oge                  | 3:51    |
| 9.  | „You. Them And Maybe Us (Challenge Sonica Mix)” | Grammatix            | 4:41    |
| 10. | „Angry Dolphin”                                 | Plaid                | 6:04    |
| 11. | „Walhalla's Gate”                               | Aquastep             | 5:24    |
| 12. | „Bless To Kill”                                 | Mark N-R-G           | 3:46    |
| 13. | „All Day (DJ Kicks)”                            | Nicolette            | 4:36    |
|     |                                                 |                      | 1:02:03 |

### EP
Lista według Discogs:
| A1. | Nicolette – I Woke Up                                    |  |
|     |                                                          |  |
| A2. | Shut Up & Dance – Java Bass                              |  |
|     |                                                          |  |
| B1. | DJ Krust – Burning                                       |  |
|     |                                                          |  |
| B2. | Roni Size – Phyzical                                     |  |
|     |                                                          |  |
| C1. | Ohm Square – Pillow                                      |  |
|     |                                                          |  |
| C2. | The Mike Flowers Pops & Slang – Pound Your Ironing Board |  |
|     |                                                          |  |
| D1. | Shut Up & Dance – Bastards                               |  |
|     |                                                          |  |
| D2. | Nicolette – A Single Ring                                |  |
|     |                                                          |  |

### Personel
Informacje według Discogs:
- Nicolette – DJ Mix
- Plaid – DJ Mix (asystent)
- Marc Schilkowski – design
- Dave Rimmer – informacje na okładce
- Stefan Burg – makijaż
- Eva Baumann – stylizacja
- Ali Kepenek – zdjęcie